# Associazione dei membri delle conferenze episcopali dell'Africa orientale
L'Associazione dei membri delle conferenze episcopali dell'Africa orientale (Association of Member Episcopal Conferences in Eastern Africa, AMECEA) è un organismo della chiesa cattolica che raggruppa i vescovi delle nazioni dell'Africa orientale.

## Storia
L'AMECEA è stata istituita nel 1961 e ha sede a Nairobi, in Kenya.

## Membri dell'AMECEA
Fanno parte dell'AMECEA i vescovi delle seguenti conferenze episcopali:
- Conferenza episcopale di Etiopia ed Eritrea (Ethiopian Episcopal Conference);
- Conferenza episcopale del Kenya (Kenya Episcopal Conference, KEC);
- Conferenza episcopale del Malawi (Episcopal Conference of Malawi);
- Conferenza dei vescovi cattolici del Sudan (Sudan Catholic Bishops' Conference, SCBC);
- Conferenza episcopale della Tanzania (Tanzania Episcopal Conference, TEC);
- Conferenza episcopale dell'Uganda (Uganda Episcopal Conference, UEC);
- Conferenza episcopale dello Zambia (Zambia Episcopal Conference, ZEC).

A questi si aggiungono in qualità di membri associati i vescovi di Gibuti e Mogadiscio.

## Elenco dei presidenti
- Arcivescovo Adam Kozłowiecki (1961 - 1974)
- Cardinale Laurean Rugambwa (1970 - 1974)
- Vescovo James Odongo (1974 - 1979)
- Vescovo Medardo Joseph Mazombwe (1979 - 1986)
- Vescovo Dennis Harold De Jong (1986 - 1989)
- Arcivescovo Nicodemus Kirima (1989 - 1997)
- Arcivescovo Josaphat Louis Lebulu (1997 - luglio 2008)
- Arcivescovo Tarcisius Gervazio Ziyaye (luglio 2008 - 24 luglio 2014)
- Cardinale Berhaneyesus Demerew Souraphiel, C.M. (24 luglio 2014 - 21 luglio 2018)
- Vescovo Charles Joseph Sampa Kasonde, dal 21 luglio 2018

## Elenco dei vicepresidenti
- Arcivescovo Thomas Luke Msusa, dal 2015